# Трибонья
Трибонья (італ. Tribogna, ліг. Trebeugna) — муніципалітет в Італії, у регіоні Лігурія,  метрополійне місто Генуя.
Трибонья розташована на відстані близько 390 км на північний захід від Рима, 21 км на схід від Генуї.
Населення — 596 осіб (2014).
Щорічний фестиваль відбувається 11 листопада. Покровитель — святий Мартин Турський.

## Демографія
Населення за роками:

Станом на 1 січня 2023 року в муніципалітеті офіційно проживали 33 іноземці з 10 країн, серед них 15 громадян країн Євросоюзу.

## Сусідні муніципалітети
- Авеньо
- Чиканья
- Моконезі
- Нейроне
- Рапалло
- Ушіо